# Hôtel de Clermont (Besançon)
Pour les articles homonymes, voir Hôtel de Clermont.
L'hôtel de Clermont est un hôtel particulier situé à Besançon dans le département du Doubs.
La porte fait l’objet d’une inscription au titre des monuments historiques depuis le 12 avril 1926.
La façade donnant sur la rue fait l’objet d’une inscription au titre des monuments historiques depuis le 27 octobre 1937.

## Localisation
L'édifice est situé au 127 Grande rue dans le secteur de La Boucle de Besançon.

## Histoire
En 1733 l'hôtel est construit, probablement par l'architecte Jean-Pierre Galezot pour un conseiller au parlement de Besançon, Jean-Jacques Pourcheresse d'Etrabonne.
Par la suite, il est la propriété du marquis d'Amédor de Mollans et de la marquise née Kirgener de Planta. Sa nombreuse famille est peinte par Wyrsch dans un salon de l'hôtel particulier. 
En 1782, le jardin est détaché de la propriété et sers d'emplacement pour la construction de l'Hôtel de Camus.
En 1862 l'édifice est acheté par les Sœurs de la Charité pour le transformer en pensionnat.
Entre 1907 et 1965, l'édifice est transformé en clinique.
Entre 1966 et 2010, l'hôtel a abrité une maison de retraite. L'établissement a dû fermer car il devait être mis aux normes, mais ces travaux n'ont pu être réalisés à cause de la protection au titre des monuments historiques de certains éléments du bâtiment

## Architecture et décorations
De plan en forme un « U », l'hôtel est entièrement en pierre de taille.
L'encadrement et le portail lui-même sont richement décorés (Tête d'homme, feuillages...).